# Îles de Contrecœur
Îles de Contrecœur är en grupp öar i Québec i Kanada. De ligger i Saint Lawrencefloden cirka 40 kilometer nordost om Montréal. Öarna är sedan 1981 skyddade som en del av Réserve nationale de faune des Îles-de-Contrecœur. I reservatet finns mer än 200 växtarter, 78 fågelarter och 12 däggdjursarter.